# Vleugel (vogel)
Een vleugel is een lichaamsdeel van een vogel voor het vliegen en oorspronkelijk ontstaan uit een voorste ledemaat. De vleugel wordt aangestuurd door de sterk ontwikkelde borstspieren.
Met behulp van veren is een vleugelprofiel gevormd, waardoor het mogelijk wordt voor de vogel om te vliegen. De vleugel staat ongeveer onder een hoek van 5° ten opzichte van het vogellichaam. Hierdoor ontstaat tijdens het opvliegen een lift (zie vliegtuigvleugel).

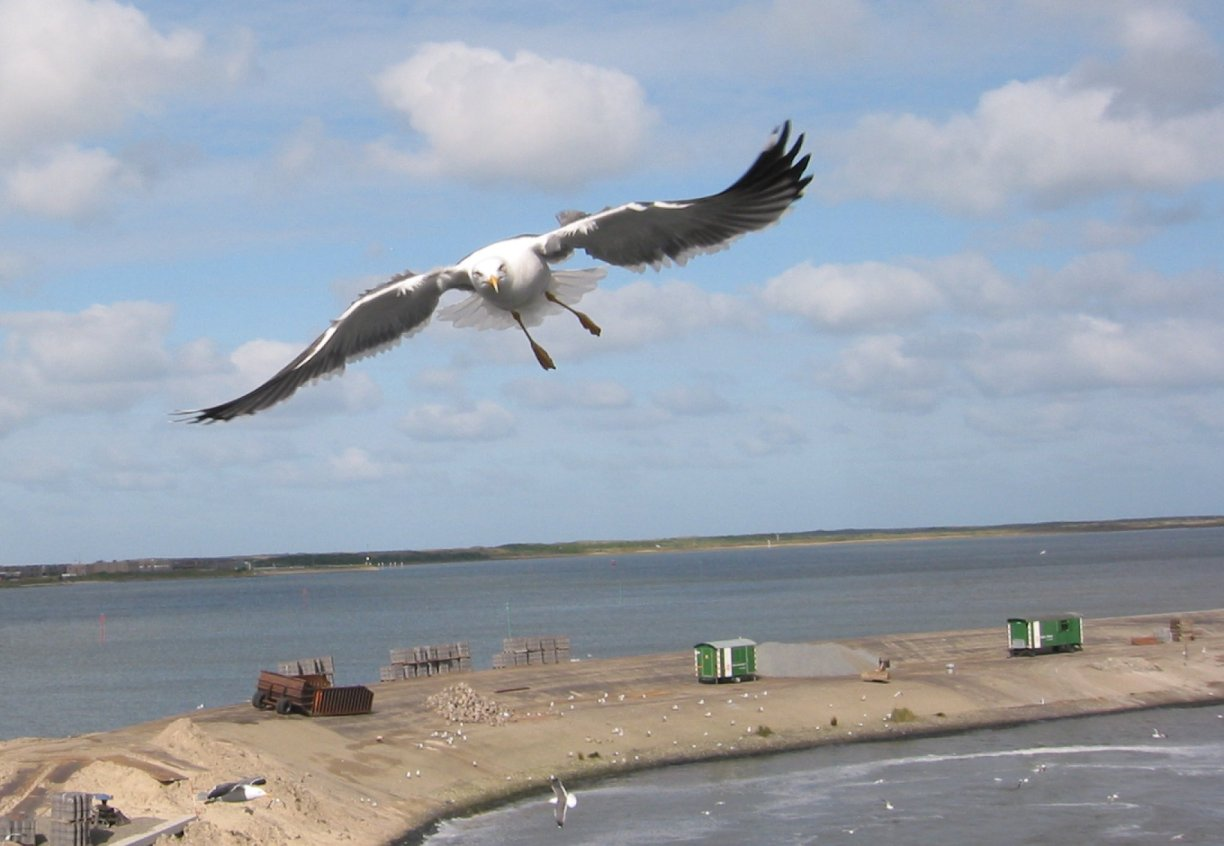
Grote Mantelmeeuw boven haven van Texel

De veren aan de punt van de vleugel kunnen onder verschillende hoeken gehouden worden evenals de veren aan de achterkant van de vleugel. Hierdoor en tevens met behulp van de staartveren kan de vogel zeer snel in alle richtingen wenden. Vliegtuigen hebben hiervoor een richtingsroer (aan de staart) en hoogteroeren (aan de achterkant van de vleugels).

## Spanwijdte

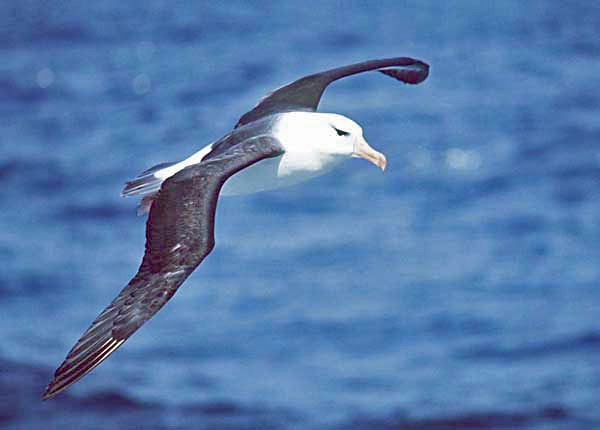
Wenkbrauwalbatros (Thalassarche melanophris)

Hoe langer en smaller de vleugel is des te meer lift kan deze geven. De vleugel van een albatros bijvoorbeeld is zeer lang en smal, waardoor deze vogels urenlang kunnen zweven zonder de vleugels te behoeven te bewegen. De spanwijdte van een Thalassarche melanophris is meer dan 2,5 meter.
Het ander uiterste vormen de vleugels van loopvogels, zoals de struisvogel. Hier zijn de vleugels ten opzichte van de grootte van het dier zo klein dat het dier niet meer kan vliegen.

## Kortwieken
Soms worden de vleugels van vogels gekortwiekt. Dat wil zeggen dat er een stukje van de slagpennen wordt afgeknipt, waardoor het vliegen meer moeite kost, en de vogel meer geneigd is om te klimmen en lopen. Let wel dat de vogel nog steeds kan vliegen, en in sommige gevallen zelfs aanzienlijke afstanden kan afleggen.

## Gewicht
Hoe zwaarder de vogel des te moeilijker is het voor de vogel om los van de grond te komen. Zwanen moeten daarom een lange aanloop nemen om voldoende voorwaartse snelheid te krijgen voor het opvliegen en moeten een voldoende lange landingsbaan hebben waarvoor ze het water gebruiken.
Vleugels moeten droog zijn, zodat ze niet te zwaar zijn. Aalscholvers duiken in het water om vis te kunnen vangen maar hebben geen effectieve vetlaag op hun veren zoals andere watervogels. Hierdoor worden hun vleugels nat en moeten ze deze in de zon weer laten drogen, vandaar hun karakteristieke houding met gespreide vleugels.

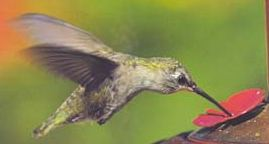
Kolibrie suikerwater drinkend

## Vleugelslag
Kolibries kunnen hun vleugels zo snel op en neer bewegen, dat ze stil in de lucht kunnen blijven hangen. Ook roofvogels, zoals de torenvalk, kunnen op zoek naar een prooi stil in de lucht blijven hangen, het zogenaamde bidden.

## Anatomie

Schema veren van een vleugel: 1 = handpennen; 2 = handdekveren; 3 = duimvleugel; 4 = armpennen; 5 = grote dekveren; 6 = middelste dekveren; 7 = kleine dekveren; 8 = tertials (elleboogveren); 9 = schouder (-veren)
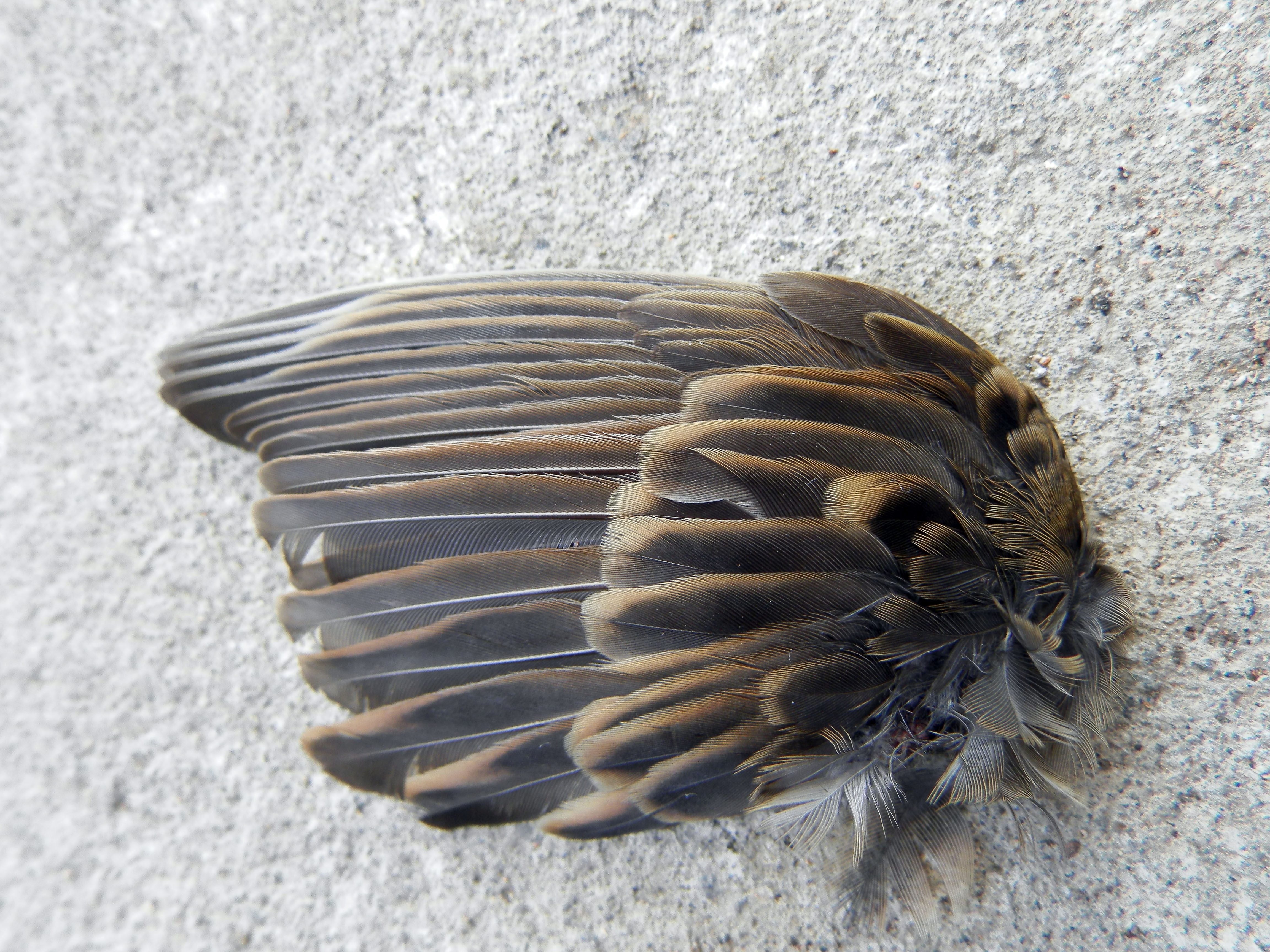
Foto van een huismusvleugel.